# كفرنون
كفرنون هي قرية سورية من قرى حلب في جبل سمعان. تقع في تجمع للقرى يسمى الشريط الخصب .